# 中津港
中津港（なかつこう）は、大分県中津市にある周防灘に面した港湾。港湾管理者は大分県で、重要港湾に指定されている。また、大分県によって拠点港(防災拠点港)に指定されている。

## 概要
中津港は、大分県北西部の福岡県との県境に位置し、大分県北西部から福岡県北東部にかけての豊前地方の中心都市である中津市を背後に擁する。近年、多目的国際ターミナル等の整備が進み、これに伴って2004年12月にはダイハツ九州が隣接地に進出するなど、大分県北部の流通拠点として成長が著しい。2006年には、社団法人日本港湾協会の機関誌『港湾』により「ポート・オブ・ザイヤー2006」に選ばれている。
ダイハツ九州の進出以降、中津港は主として自動車部品の搬入や完成自動車の積出港として利用されており、その取扱貨物量は従来の4倍以上に急増している。

## 沿革
- 1959年（昭和34年） - 地方港湾に指定
- 1961年（昭和36年） - 新中津港（田尻地区）着工
- 1973年（昭和48年） - -5.5m岸壁（3バース）、物揚場（3バース）完成
- 1995年（平成7年） - -7.5m岸壁（2バース）完成
- 1998年（平成10年） - 多目的国際ターミナル等に着手
- 1999年（平成11年）6月 - 重要港湾に指定
- 2004年（平成16年） - -11m岸壁（1バース）、-8m岸壁（1バース）完成、多目的国際ターミナル等供用開始
- 2009年（平成21年）4月1日 - 関税法による開港に指定

## 主な港湾施設
主な港湾施設は次の通り。
- -11m岸壁（1バース、260m）
  - 多目的国際ターミナル
- -8m岸壁（1バース、200m）
  - 複合一貫輸送ターミナル
- -7.5m岸壁（2バース、260m）
- -5.5m岸壁（3バース、270m）
- -3.5m物揚場（3バース、120m）

## 中津干潟
中津港以西5.5km、以東3.3kmの海岸は中津干潟と呼ばれる。総延長約10km、面積約1,347haの瀬戸内海最大の干潟である。ズグロカモメ等の渡り鳥の重要な渡来地であり、カブトガニやアオギス等の絶滅危惧種の貴重な生息地でもあるため、港湾整備に伴う自然破壊が懸念されている。
「山国川発中津干潟　水でつながる自然と文化と私たち」が、平成23年度国土交通省手づくり郷土賞受賞。